# Bataillon de commandement et de soutien de la brigade franco-allemande
Le bataillon de commandement et de soutien (BCS) de la brigade franco-allemande est un bataillon binational stationné à Müllheim en Allemagne. Il est l'un des  derniers représentants des forces françaises et de l'élément civil stationnés en Allemagne et l'héritier du 14e régiment de commandement et de soutien.
Seul bataillon complètement mixte de la brigade franco-allemande, il est commandé en alternance et tous les deux ans par un chef de corps allemand ou français.

## Historique
Le bataillon de commandement et de soutien de la brigade franco-allemande est créé à Stetten am kalten Markt en Allemagne le 1er octobre 1989. Après un stationnement provisoire d'un an sur la base aérienne de Bremgarten, il a rejoint à partir du 1er juillet 1993 sa garnison définitive à la caserne Robert Schuman à Müllheim.
Les derniers éléments quittent Bremgarten à la fin de l'année 1996.

## Particularité
Unité unique au monde, où soldats français et allemands servent quotidiennement côte à côte, le BCS remplit les missions incombant à sa vocation logistique au profit des unités françaises et allemandes de la brigade franco-allemande en temps de paix, de crise et de guerre dans les domaines de l'appui-mouvement (circulation et escorte), du transport logistique, du ravitaillement, et du maintien en condition opérationnelle.

## Emblèmes

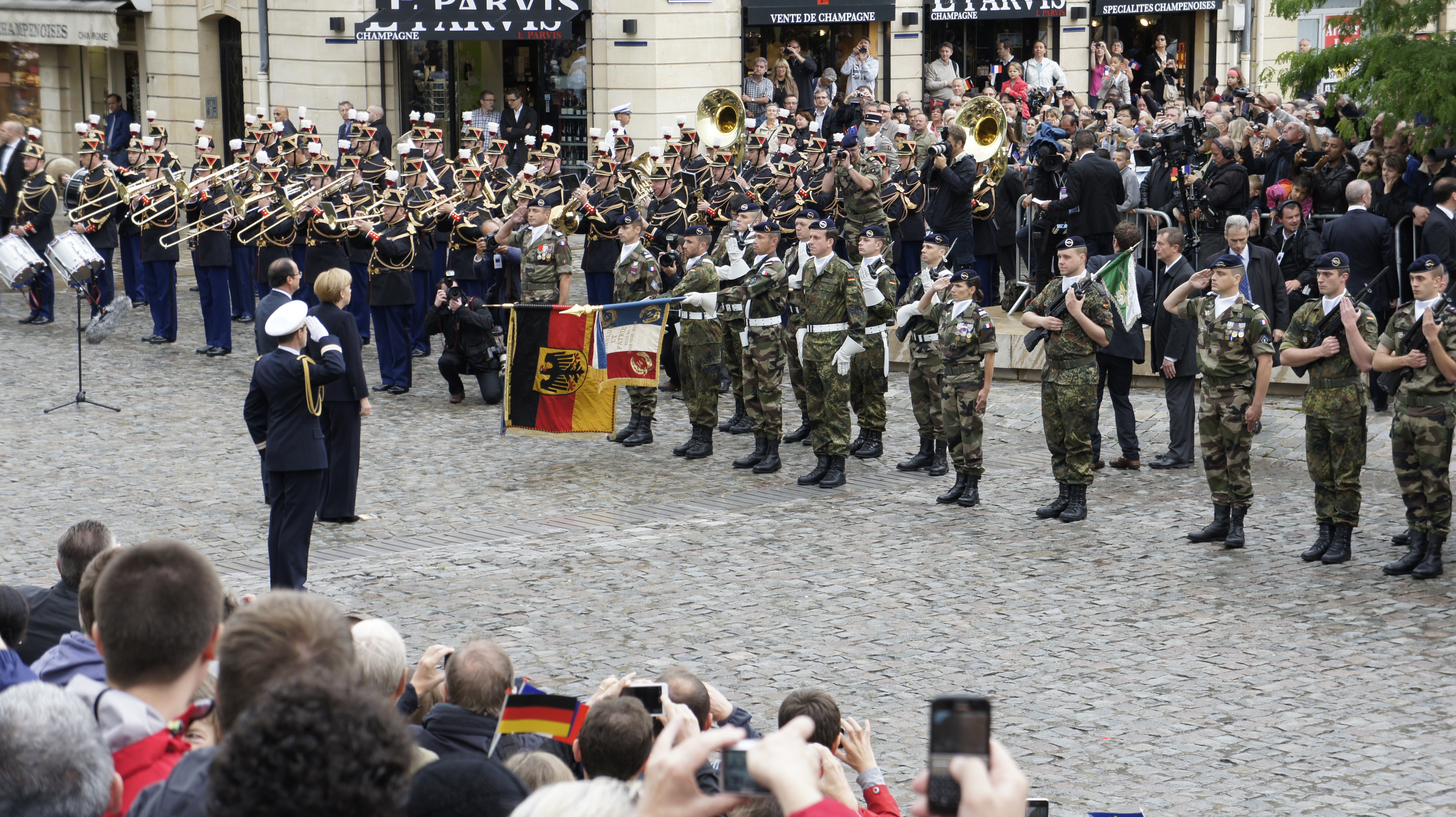
Étendards français et allemand du BCS lors d'une cérémonie.

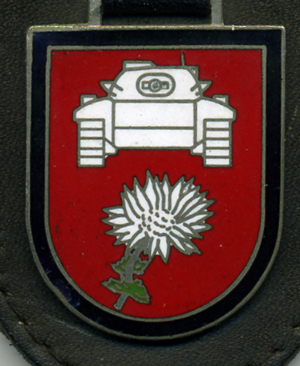
Emblème du Panzerbataillon 553.

Le bataillon de commandement et de soutien est la seule unité française à disposer de deux emblèmes : un étendard français et un drapeau allemand. 
Le drapeau allemand est celui de l’ancien "Panzerbataillon 553".
L'étendard français du bataillon de commandement et de soutien est l'étendard du 14e régiment de commandement et de soutien (14e RCS) qui se trouvait à Lyon  et dont le BCS a hérité des traditions. Il porte dans ses plis les inscriptions :
- Russie 1812
- Grande Guerre 1914-1918

## Opérations extérieures
| 2022 | DAMAN - Liban                                                    |
| 2021 | BARKHANE - Mali, Tchad, Niger                                    |
| 2020 | BARKHANE - Mali, Tchad, Niger                                    |
| 2019 | LYNX - Estonie                                                   |
| 2020 | LYNX / BARKHANE Estonie - Lituanie / Mali - Tchad - Burkina Faso |
| 2021 | BARKHANE Mali - Tchad - Niger -Djibouti                          |
| 2022 | DAMAN / HARPIE Liban / Guyane                                    |
| 2023 | LYNX - Estonie                                                   |

## Missions en temps de paix
Soutien logistique partiel d'unités françaises des FFECSA (ravitaillement en carburant et munitions, réparation de certains armements, appui au commandement, transport et soutien à la mobilité). Soutien logistique des unités territoriales allemandes WBKW/10. Panzerdivision et Eurocorps + BQG (partie allemande). Soutien administratif et technique de la compagnie de commandement et de transmissions (CCT) et de l'escadron d'éclairage de brigade. Participation aux nombreuses manœuvres nationales et interalliées dans le cadre de la préparation du BCS à sa mission guerre. Actuellement réparti sur deux emprises majeures (Müllheim et Donaueschingen), le bataillon de commandement et de soutien comprend 2 compagnies mixtes, commandées biannuellement par des officiers français ou allemands. Il compte également 1 compagnie de maintenance allemande.

## Liste des chefs de corps
| OTL D. Holger Müller        | 1989-1991 |
| COL Denis Mallet            | 1991-1993 |
| OTL Bernd Schulte           | 1993-1995 |
| COL Joël Rivault            | 1995-1997 |
| OTL Klaus Hahndel           | 1997-1999 |
| COL Bertrand-Louis Pflimlin | 1999-2001 |
| OTL Lars Jacobs             | 2001-2003 |
| COL Michel Schmitt          | 2003-2005 |
| OTL Werner Albl             | 2005-2007 |
| COL Jean-Charles Peltier    | 2007-2009 |
| OTL Hennig Weeke            | 2009-2011 |
| COL Jean-Claude Morlet      | 2011-2013 |
| OTL Niklas Bischoff         | 2013-2015 |
| COL Nicolas Rivière         | 2015-2017 |
| OTL Lars Kretschmer         | 2017-2019 |
| COL Romain Castaing         | 2019-2021 |
| OTL Christian Stahl         | 2021-2023 |
| COL Jean-Baptiste Angot     | 2023-2024 |
| COL Cédric Le Mens          | 2024-     |